# Aravaipa
Aravaipa (Arivaipa)- /u jeziku Pima Indijanaca  "little wells"/ je banda San Carlos Apača s Aravaipa Creeka u Arizoni. Godine 1871. 58 od 70 stanovnika u jednom malenom selu na Aravaipa Creeku, je pobijeno. Ostaci plemena sljedeće godine (1872.) prebačeni su na agenciju San Carlos. Danas imaju potomaka na rezervatima San Carlos i Fort Apache. 
Pokolj na Camp Grantu (Camp Grant Massacre) pravda se (Bulletin No. 30, of the Bureau of American Ethnology of the Smithsonian Institution) pljačkaškim pohodima ovih Indijanaca, a krivi ih se i za eksterminaciju plemena Sobaipuri.

## Vanjske poveznice
- The San Carlos Apache People
- Camp Grant Massacre - April 30, 1871  Arhivirana inačica izvorne stranice od 18. svibnja 2006. (Wayback Machine)
- Eskiminzin  Arhivirana inačica izvorne stranice od 25. listopada 2007. (Wayback Machine)